# Paraphauloppia cordylinosa
Paraphauloppia cordylinosa är ett jordlevande kvalster som beskrevs 1975 av Harold G. Higgins och Tyler A. Woolley. Arten ingår i släktet Paraphauloppia och familjen Oribatulidae. Inga underarter finns listade i Catalogue of Life.
Arten upptäcktes i jordprover från olika vegetationstyper i närheten av ett koleldat kraftverk i Yampa Valley, nära Hayden i Colorado.